# 耶穌受試探

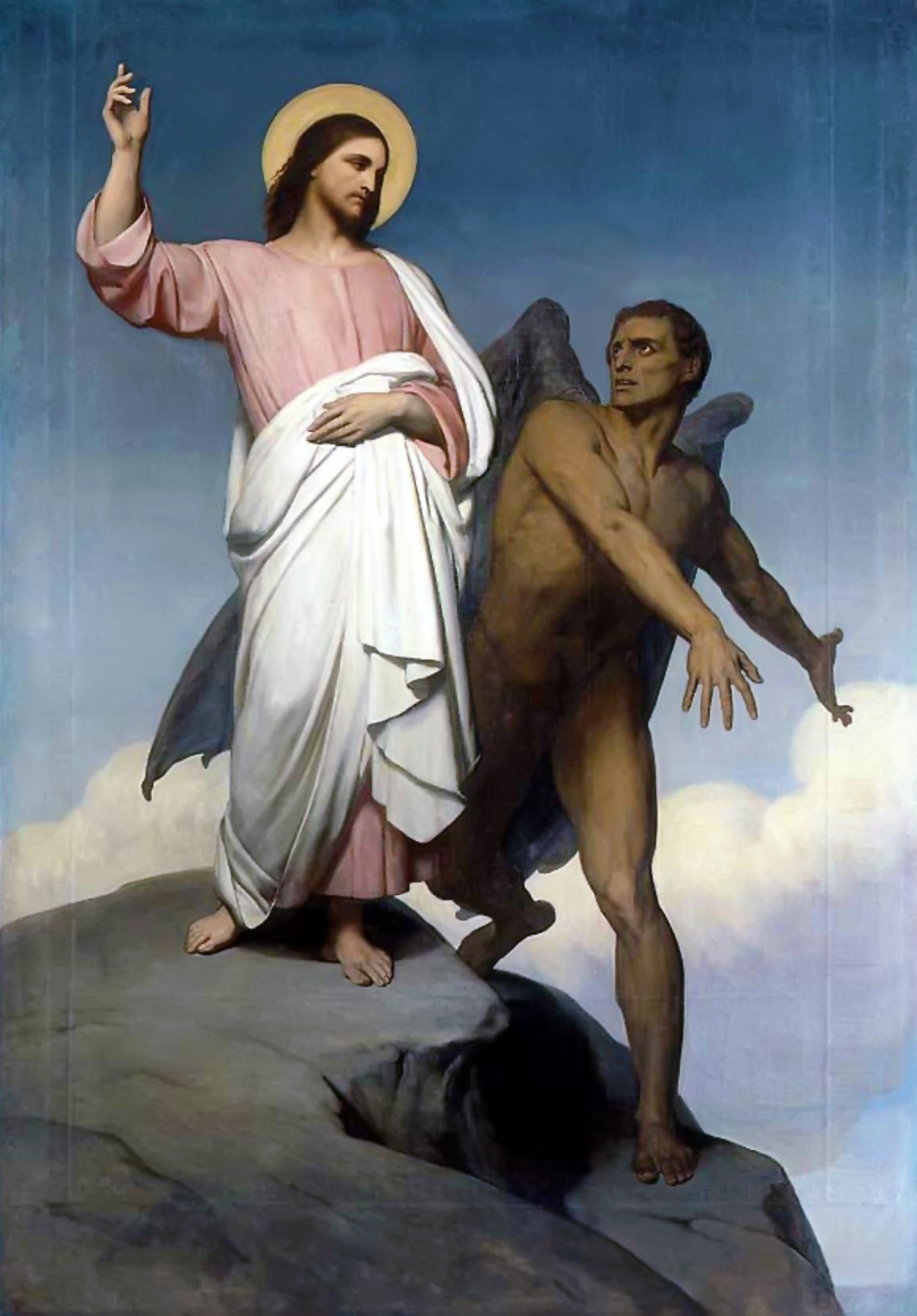
耶穌受試探

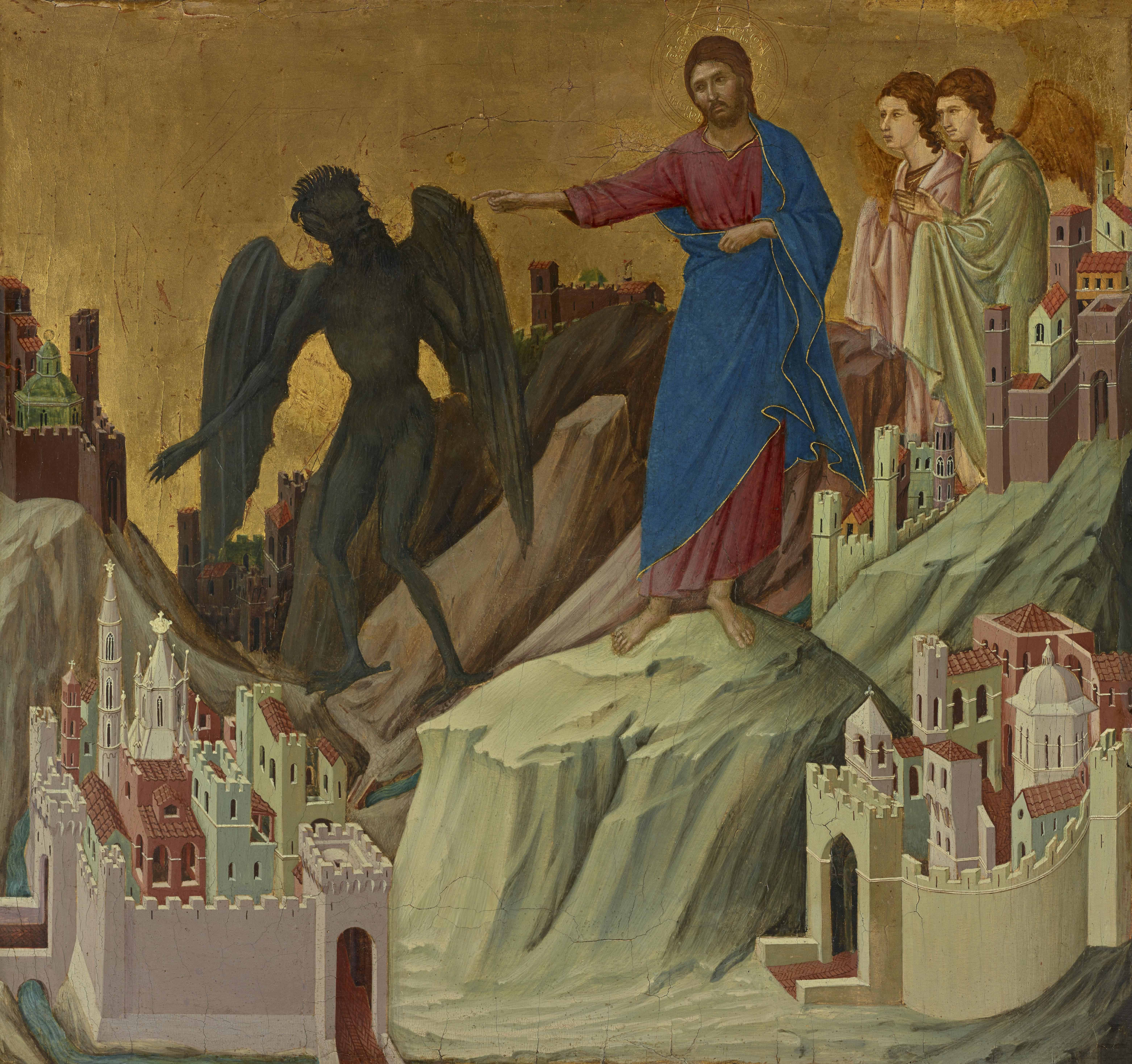
山上的试探

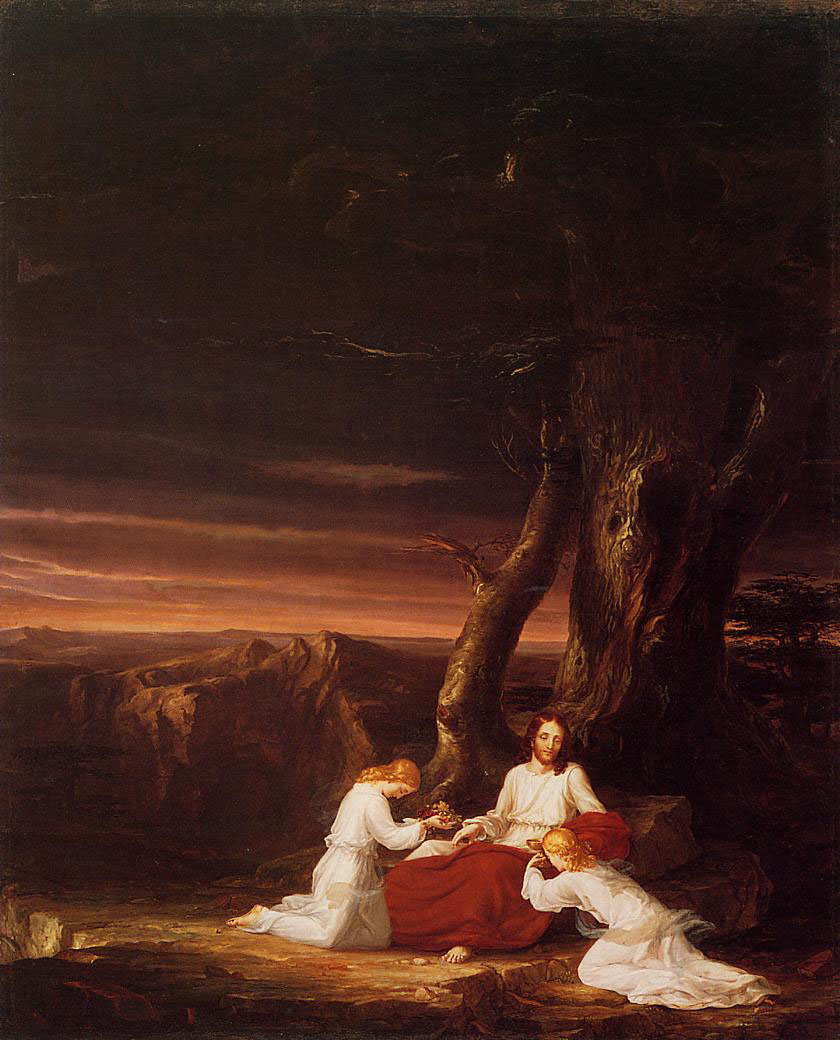
基督到旷野

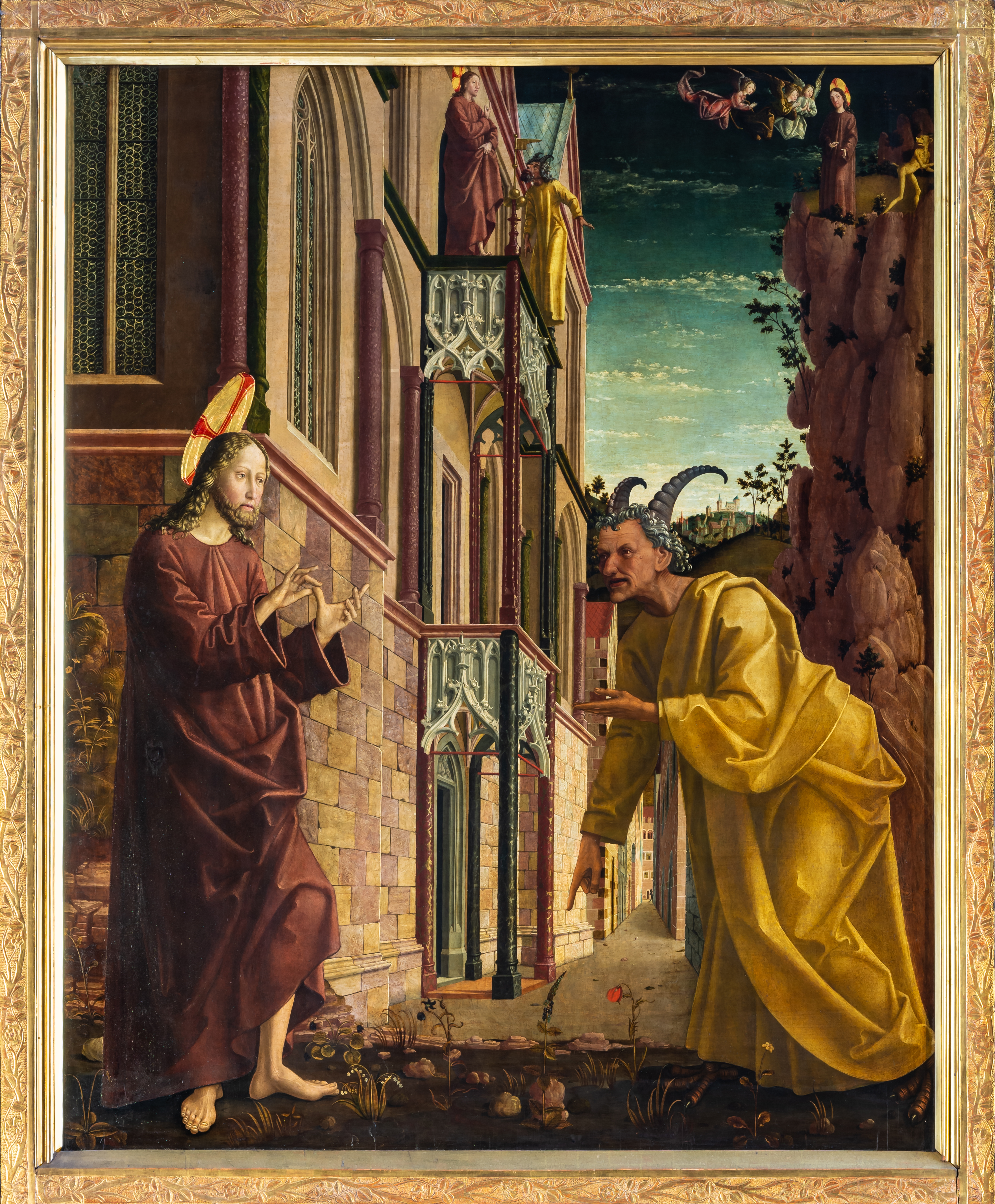
萨尔茨卡默古特地区圣沃尔夫冈萨尔茨卡默古特圣沃尔夫冈天主教教区朝圣教堂帕赫祭坛画 (圣沃尔夫冈)

耶穌受試探是指耶稣受魔鬼试诱的事件，三卷对观福音中都有记载：《马太福音》第4章第1-11节、《马可福音》第1章第12-13节、《路加福音》第4章第1-13节。《马太福音》和《路加福音》记载较为详细，而《马可福音》仅有简略记载。

## 试探过程
《马太福音》记载，耶稣受洗之后，受圣灵引导，到旷野禁食四十昼夜。这时，魔鬼出现。根据《马太福音》和《路加福音》，魔鬼的试探包括3项内容：
- 你若是神的儿子，叫石头变成饼，解除饥饿。耶穌回應道：「人活著不是單靠食物，乃是靠神口裡所出的一切話。」
- 引用诗篇第91篇第11-12节“因祂要为你吩咐祂的使者，用手托着你，免得你的脚碰在石头上。”，要耶稣从圣殿翼上跳下去，证明自己是上帝的儿子。耶穌說：「經上又記著說：『不可試探主你的神。』。」
- 敬拜魔鬼，将得到世上的万国，和万国的荣耀。《路加福音》指出，这一切权柄及其荣耀曾经交付魔鬼。耶穌喝道：「走吧，撒旦！因為經上記著說：『當拜主你的神，單要事奉他。』」